# Veit Valentin (Pädagoge)
Veit Georg Philipp Leonhard Valentin (* 16. Februar 1842 in Frankfurt am Main; † 24. Dezember 1900 ebenda) war ein deutscher Kunsttheoretiker und Pädagoge. Seit 1885 war er Vorsitzender des Akademischen Gesamtausschusses des Freien Deutschen Hochstiftes.

## Leben
Valentin war ein Sohn des Weinhändlers Johann Daniel Valentin (1800–1847) und dessen Ehefrau Catharina, geb. Daumer (1805–1878). Er entstammte einer hugenottischen Familie. Sein Vorfahre Johann Valentin hatte 1793 das Frankfurter Bürgerrecht erworben und ein Jahr später mit seinem Schwager die Weinhandlung Johann Valentin & Otte am Kornmarkt gegründet. Zu Valentins Verwandten mütterlicherseits gehörte sein Onkel Georg Friedrich Daumer, der Vormund Kaspar Hausers.
Valentin studierte an der Universität Göttingen. Während seines Studiums wurde er 1861 Mitglied der Burschenschaft Brunsviga. Er wurde mit der 1864 als Preisschrift gekrönten Dissertation über Die Bildung des Coptischen Nomens  promoviert. Von 1863 bis 1865 arbeitete er als wissenschaftlicher Assistent des Archäologen Eduard Gerhard in Berlin, danach diente er ein Jahr als Hauslehrer einer Familie in Paris. 1866 kehrte er nach Frankfurt zurück, wo er Hauslehrer verschiedener Frankfurter Familien wurde.
1871 erhielt er eine Anstellung als Lehrer an der Wöhlerschule. Neben seiner Lehrtätigkeit erwarb er sich einen Ruf als Literaturwissenschaftler und Goetheforscher und veröffentlichte  zahlreiche Fachbeiträge zur Kunst, Ästhetik, Poetik und zur Kunstgeschichte Frankfurts. 1881 habilitierte er sich mit einer Arbeit über die Große Feuerspritze zum Gymnasialprofessor. 1885 wählte ihn das Freie Deutsche Hochstift zum Vorsitzenden des Akademischen Gesamtsausschusses, 1890 wurde er in den Vorstand der Goethe-Gesellschaft berufen. 1897 wurde er in den Rang der Räte IV. Klasse erhoben. 1899 verlieh ihm der Großherzog von Sachsen-Weimar-Eisenach den Hausorden vom Weißen Falken I. Klasse.
Valentin war verheiratet mit Karoline Pichler, der Tochter des Architekten Oskar Pichler. Ihr Sohn, der spätere Historiker und Archivar Veit Valentin wurde 1885 geboren. Die Tochter Klara Valentin wurde Oberschullehrerin in Frankfurt. Valentin ist auf dem Frankfurter Hauptfriedhof begraben. Sein Nachlass befindet sich im Institut für Stadtgeschichte, weitere Materialsammlungen, Manuskripte und Vorträge in der Universitätsbibliothek Johann Christian Senckenberg. Valentin war Mitglied der Frankfurt Freimaurerloge Sokrates zur Standhaftigkeit.

## Werke
- Die Bildung des Coptischen Nomens (1866)
- Venus von Milo (1872)
- Die Städelsche Galerie zu Frankfurt am Main in ihren Meisterwerken (1877)
- Kunst, Künstler und Kunstwerke in Frankfurt am Main (1889)
- Die klassische Walpurgisnacht (1891)
- Deutsche Schulausgaben (Hrsg.), Anleitungen für die Behandlung klassischer Literaturwerke im Schulunterricht (ab 1893)
- Goethes Faustdichtung in ihrer künstlerischen Einheit dargestellt (1894)
- Erläuterungen zu Goethes Faust (1897)